# 昆德留奇亞河
昆德留奇亞河（羅馬化：Kundriucha，羅馬化：Kundryuch'ya）是烏克蘭和俄羅斯的河流，由烏國盧甘斯克州流向俄國羅斯托夫州，屬於北頓涅茨河的右支流，河道全長244公里，流域面積2,320平方公里，河水主要來自融雪，每年十一月至翌年三月結冰。